# Trigastrotheca serrata
Trigastrotheca serrata är en stekelart som först beskrevs av Van Achterberg och Sigwalt 1987.  Trigastrotheca serrata ingår i släktet Trigastrotheca och familjen bracksteklar. Inga underarter finns listade i Catalogue of Life.